# Gephyrocharax
Genre
Gephyrocharax est un genre de poissons téléostéens de la famille des Characidae et de l'ordre des Characiformes.

## Liste d'espèces
Selon FishBase (10 juin 2015):
- Gephyrocharax atracaudatus (Meek & Hildebrand, 1912)
- Gephyrocharax caucanus Eigenmann, 1912
- Gephyrocharax chaparae Fowler, 1940
- Gephyrocharax chocoensis Eigenmann, 1912
- Gephyrocharax intermedius Meek & Hildebrand, 1916
- Gephyrocharax major Myers, 1929
- Gephyrocharax martae Dahl, 1943
- Gephyrocharax melanocheir Eigenmann, 1912
- Gephyrocharax sinuensis Dahl, 1964
- Gephyrocharax torresi Vanegas-Ríos, Azpelicueta. Mirande & García Gonzales, 2013
- Gephyrocharax valencia Eigenmann, 1920
- Gephyrocharax venezuelae Schultz, 1944
- Gephyrocharax whaleri Hildebrand, 1938